# Campanula nakaoi
Campanula nakaoi är en klockväxtart som beskrevs av Siro Kitamura. Campanula nakaoi ingår i släktet blåklockor, och familjen klockväxter. Inga underarter finns listade i Catalogue of Life.